# The String Quartets
The String Quartets es un álbum de música clásica contemporánea del compositor y saxofonista / multiinstrumentista estadounidense John Zorn interpretado por Mark Feldman, Erik Friedlander, Joyce Hammann y Lois Martin. La pieza Kol Nidre es una melodía que forma parte del songbook Masada de Zorn.

## Recepción
Una reseña de Joslyn Layne, para Allmusic, le otorgó al álbum 4 estrellas, señalando "Quizás el genio de Zorn no es que crea música completamente única, pero ciertamente tiene un oído para las grandes ideas musicales, obtenidas de sus años de escucha profunda. Y así, aunque estas composiciones pueden no ser un hito entre las obras de cuarteto de cuerdas, están muy bien hechas".

## Listado de pistas
Todas las  composiciones por John Zorn.
1. «Cat O'Nine Tails» – 13:44
2. «The Dead Man» – 12:27
3. «Memento Mori» – 28:57
4. «Kol Nidre» – 8:32

## Músicos
- Mark Feldman - violín
- Erik Friedlander - violonchelo
- Joyce Hammann - violín
- Lois Martin - viola